# Lluita als Jocs Olímpics d'Estiu del 2000

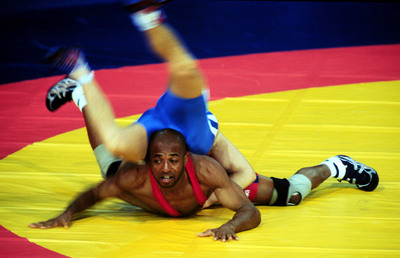
Fotografia de la competició de 2000.

Als Jocs Olímpics d'Estiu del 2000 celebrats a la ciutat de Sydney (Austràlia) es disputaren 16 proves de lluita, totes elles en categoria masculina, quatre menys que en l'edició anterior. Es realitzaren vuit proves en lluita lliure entre els dies 28 de setembre i 1 d'octubre i vuit més en lluita grecoromana entre el 24 i el 27 de setembre del 2000 al Sydney Convention and Exhibition Centre.

## Comitès participants
Hi participaren un total de 314 lluitadors de 55 comitès nacionals diferents:
| - Alemanya (10) - Algèria (2) - Armènia (8) - Austràlia (11) - Azerbaidjan (9) - Belarús (14) - Bulgària (8) - Canadà (4) - Colòmbia (1) - Corea del Nord (4) - Corea del Sud (10) - Costa d'Ivori (1) - Cuba (13) - Egipte (2) |  | - Eslovàquia (4) - Estats Units (16) - Estònia (3) - Finlàndia (4) - França (3) - Geòrgia (13) - Grècia (7) - Guinea Bissau (1) - Hongria (8) - Índia (1) - Iran (11) - Israel (3) - Itàlia (2) - Japó (8) |  | - Kazakhstan (11) - Kirguizstan (6) - Letònia (1) - Lituània (2) - Macedònia del Nord (2) - Moldàvia (4) - Mongòlia (4) - Nova Zelanda (3) - Nigèria (2) - Noruega (1) - Països Baixos (1) - Polònia (9) - Txèquia (3) |  | - Romania (5) - Rússia (16) - Samoa (1) - Senegal (1) - Sud-àfrica (1) - Suècia (5) - Suïssa (4) - Tunísia (4) - Turquia (12) - Turkmenistan (1) - Ucraïna (16) - Uzbekistan (11) - Veneçuela (2) - R.P. de la Xina (5) |

## Resum de medalles

### Lluita grecoromana
| Prova    | Or                    | Argent            | Bronze               |
| – 54 kg  | Sim Kwon-Ho           | Lázaro Rivas      | Kang Yong-Gyun       |
| – 58 kg  | Armen Nazarian        | Kim In-Sub        | Sheng Zetian         |
| – 63 kg  | Varteres Samourgachev | Juan Marén        | Akaki Chachua        |
| – 69 kg  | Filiberto Azcuy       | Katsuhiko Nagata  | Alexei Gloushkov     |
| – 76 kg  | Mourat Kardanov       | Matt Lindland     | Marko Yli-Hannuksela |
| – 85 kg  | Hamza Yerlikaya       | Sándor Bárdosi    | Mukhran Vakhtangadze |
| – 97 kg  | Mikael Ljungberg      | Davyd Saldadze    | Garrett Lowney       |
| – 130 kg | Rulon Gardner         | Alexander Karelin | Dmitry Debelka       |

### Lluita lliure
| Prova    | Or                | Argent           | Bronze            |
| – 54 kg  | Namig Abdullayev  | Sammie Henson    | Amiran Kardanov   |
| – 58 kg  | Alireza Dabir     | Yevgen Buslovych | Terry Brands      |
| – 63 kg  | Mourad Oumakhanov | Serafim Barzakov | Jang Jae-Sung     |
| – 69 kg  | Daniel Igali      | Arsen Gitinov    | Lincoln McIlravy  |
| – 76 kg  | Brandon Slay      | Moon Eui-Jae     | Adem Bereket      |
| – 85 kg  | Adam Saitíev      | Yoel Romero      | Mogamed Ibragimov |
| – 97 kg  | Sagid Murtazaliev | Islam Bairamukov | Eldar Kurtanidze  |
| – 130 kg | David Musulbes    | Artur Taymazov   | Alexis Rodríguez  |

## Medaller
| Posició | País               | Or | Argent | Bronze | Total |
| 1       | Rússia             | 6  | 2      | 1      | 9     |
| 2       | Estats Units       | 2  | 2      | 3      | 7     |
| 3       | Cuba               | 1  | 3      | 1      | 5     |
| 4       | Corea del Sud      | 1  | 2      | 1      | 4     |
| 5       | Bulgària           | 1  | 1      | 0      | 2     |
| 6       | Turquia            | 1  | 0      | 1      | 2     |
| 7       | Azerbaidjan        | 1  | 0      | 0      | 1     |
| 7       | Canadà             | 1  | 0      | 0      | 1     |
| 7       | Iran               | 1  | 0      | 0      | 1     |
| 7       | Suècia             | 1  | 0      | 0      | 1     |
| 11      | Ucraïna            | 0  | 2      | 0      | 2     |
| 12      | Hongria            | 0  | 1      | 0      | 1     |
| 12      | Japó               | 0  | 1      | 0      | 1     |
| 12      | Kazakhstan         | 0  | 1      | 0      | 1     |
| 12      | Uzbekistan         | 0  | 1      | 0      | 1     |
| 16      | Geòrgia            | 0  | 0      | 3      | 3     |
| 17      | Belarús            | 0  | 0      | 1      | 1     |
| 17      | Corea del Nord     | 0  | 0      | 1      | 1     |
| 17      | Finlàndia          | 0  | 0      | 1      | 1     |
| 17      | Macedònia del Nord | 0  | 0      | 1      | 1     |
| 17      | R.P. de la Xina    | 0  | 0      | 1      | 1     |